# Praia do Francês
Arrecife na Praia do Francês
A Praia do Francês é uma praia localizada no município de Marechal Deodoro, no estado de Alagoas, na região nordeste do Brasil, sendo um  ponto turistico muito conhecido pelos moradores da cidade.

## Etimologia
A população local afirma que a praia tem essa denominação devido ao fato de, na época do Brasil Colônia, esse era um dos locais frequentados por contrabandistas franceses de pau-brasil ("Caesalpinia echinata").

## Descrição
O canto esquerdo da praia possui infraestrutura com bares, restaurantes, piscinas naturais e ondas calmas, pois é protegido pelos arrecifes,  impedindo animais marinhos perigosos como tubarões entrem na área de banho, sendo a melhor escolha para se divertir de forma segura. O lado oposto é mais selvagem, com ondas fortes, assim como o outro lado não tem animais perigosos, razão pela qual é procurado por surfistas e para campeonatos de surfe. As suas águas variam do azul-turquesa ao verde-escuro e a areia é clara e fofa. Entre as várias atrações, estão disponíveis voos de ultraleve, passeios de banana boat, barco e jet-skis, além de diversas lojas de artesanato o local também tem vendedores de praia, que fazem o comércio de iguarias locais.